# Kościół św. Barbary w Płośnicy
Kościół świętej Barbary – rzymskokatolicki kościół parafialny należący do dekanatu Lidzbark Welski diecezji toruńskiej.

## Historia i architektura
Jest to świątynia wzniesiona w stylu gotyckim na początku XVI wieku, zapewne z wykorzystaniem murów wcześniejszej XV-wiecznej budowli. Kościół jest masywną kamienno-ceglaną jednonawową budowlą z wieżą frontową od strony zachodniej. Świątynia była wielokrotnie przebudowywana m.in. w 1729 roku. Kamienna struktura budowli w czasie jednego z remontów została przykryta tynkiem. Bardzo interesująca jest dzwonnica, każda z jej kondygnacji została zbudowana w innej technice budowlanej. Dawniej cała była murowana, jednak po zniszczeniach podczas wojen szwedzkich pierwsze piętro zostało odbudowane jako szachulcowe (mur pruski), natomiast drugie z samego drewna. We wnętrzu z zabytkowego wyposażenia zachowały się tylko chrzcielnica i organy z XIX wieku. Pod posadzką świątyni umieszczone są niedostępne obecnie krypty.
Przy świątyni, niedługo po jej wybudowaniu została utworzona parafia. Na skutek reformacji kościół został przejęty przez luteranów i pozostawał w ich rękach aż do zakończenia II wojny światowej. W dniu 1 września 1948 roku ustanowiona została przy świątyni samodzielna placówka duszpasterska. Ostatecznie parafia pod wezwaniem św. Barbary w Płośnicy została erygowana dekretem biskupa chełmińskiego z dnia 19 listopada 1949 roku.